# Aschberg (TV-program)
Aschberg är ett pratprogram som sänds i TV8, med Robert Aschberg som programledare. Programmet hade premiär 31 augusti 2009. Programmet tar upp aktualiteter och nöjesnyheter. Programmet väckte stor uppståndelse på grund av Ragnar Bengtsson, även kallad Mjölkmannen, som försökte framställa bröstmjölk ur sina egna bröst.

## Program

### Säsong 1
Den första säsongen sändes hösten 2009 med två program i veckan. Totalt 23 avsnitt sändes. Exempel på gäster och ämnen som togs upp var skatteskulden för Berth Milton Jr., Ragnar Bengtssons försök att framställa bröstmjölk, Anna Anka, Tingeling-bråket, väktarvåldet och bråket mellan Noice-profilerna Peo Thyrén och Marcus Öhrn. Säsongsavslutningen var 1 december 2009.

### Säsong 2
Säsong två hade premiär 1 februari 2010 och sändes en gång i veckan.